# Украинцы в Норвегии
Украинцы в Норвегии (укр. Українці в Норвегії) — одна из национальных общин на территории Норвегии, которая сформировалась в этой стране в нескольких исторических периодах.
Первые исторические контакты предшественников украинского и норвежского народов берут свое начало со времен Киевской Руси. Современная украинская диаспора в Норвегии в основном состоит из этнических украинцев, которые постоянно проживают, либо временно находятся в этой стране.

## История

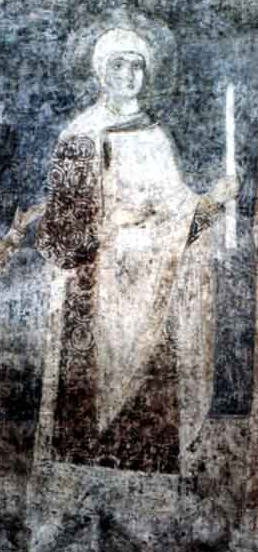
Елизавета Ярославна, дочь киевского князя Ярослава Мудрого, супруга норвежского короля Харальда III Сигурдарсона и королева Норвегии

### Исторические контакты времен Киевской Руси
В историографии существуют две главных теории происхождения Киевской Руси —  норманнская и альтернативная ей теория советской исторической традиции. Последняя утверждает о славянском происхождении киевских князей, выводя название «Русь» из местных топонимов. Норманнская теория, на сегодня наиболее распространена на Западе, обосновывает скандинавские корни древнерусских князей, а также легендарного правителя Рюрика. Соответственно, происхождение названия «Русь» западными учеными объясняется самоназванием скандинавских племен.
Дискуссии о происхождении Киевской Руси (скандинавское название - Гардарики) ведутся и в нынешнее время. Точно известно, что первыми скандинавскими правителями Киевской Руси были Аскольд и Дир, которые отправились из Новгорода в Киев, где и поселились. После этого многие скандинавы (варяги) прибыли в Киев и Константинополь. Другие викинги-купцы подолгу останавливались в Киеве, ведя торговлю легендарным путем «из варяг в греки», с Финского залива по Днепру до Черного моря.
В период с 975 до 1066 года Норвегия и Киевская Русь поддерживали особенно дружеские отношения. Многие потомки норвежских королей и знати долгое время находились при Киевском дворе, где обучались военному делу, а также могли участвовать в походах на Константинополь (скандинавское название - Миклагард), откуда возвращались с богатой добычей.Так, при дворе Владимира Великого в Киеве с раннего детства воспитывался легендарный норвежский король Улав Трюгвасон, который по преданию, кроме древнескандинавского, разговаривал древнерусском языке.
Наиболее легендарным в тысячелетней истории отношений между Киевом и Осло был брак Харальда Сурового и дочери Ярослава Мудрого — Елизаветы Ярославны. Харальд долгое время находился при дворе князя Ярослава, вместе с Магнусом, который приходился Харальду племянником. Норвежские саги рассказывают, что после того, как Ярослав Мудрый отказал Харальду в руке Елизаветы через неравенство такого брака, он отправился на службу в Константинополь, откуда вернулся со славой непобедимого воина и большими сокровищами. В 1045 году они поженились, а примерно через год Харальд вместе с Елизаветой и многочисленной дружиной отправился в Норвегию.

## Современность
В современный исторический период украинцы попадали в Скандинавию главным образом во время Второй мировой войны среди военнопленных солдат, находившихся в концентрационных и трудовых лагерях, организованных нацистской Германией на территории Норвегии в 1941-1945 годах. Согласно спискам, составленным Посольством Украины на основе данных Национального архива Норвегии, до 1945 года там находились в заключении 16562 украинцев, солдат Красной армии. Большинство из них были вывезены в Советский Союз в 1946 году, остальные погибли в стране пребывания. Лишь единицам удалось остаться в Норвегии, но сведения о них практически отсутствуют. По состоянию на 2015 год было выявлено более 3000 могил солдат, похороненных в течение 1941-1945 годов.
После окончания Второй мировой войны на территории Норвегии сформировался очаг украинской общины, которая в свое время была организована в Швеции выходцами из Украины, попавших во время войны в Скандинавию из Германии, Чехии, Польши и других европейских стран.
Одним из основателей и председателем первой организации, которая объединила в Норвегии выходцев из Украины был Николай Радейко (1920-2005) - воин УПА из Западной Украины.
Новая волна украинской иммиграции в Норвегию началась в конце 1990-х годов и продолжается до сих пор. По данным Центрального статистического бюро Норвегии, по состоянию на конец 2015 года в стране проживает 4222 этнических украинцев - иммигрантов и их детей, родившихся в Украине.
Местами компактного проживания украинцев можно считать регионы крупнейших городов Норвегии - Осло, Бергена, Ставангера, Трондхейма. В целом же украинцы живут по всей территории страны. В подавляющем большинстве случаев граждане Украины находятся в Норвегии на законных основаниях: заняты в строительстве, сфере обслуживания, медицине, нефтегазовой промышленности, сельском хозяйстве.

## Организации и мероприятия
В Норвегии действуют две украинские организации - Украинская община в Норвегии (г. Осло) и Украинский союз (г. Берген). Кроме того, есть инициативные группы, которые занимаются отдельными направлениями сотрудничества. Украинская община в Норвегии, главной целью создания и деятельности которой является сохранение национальной самобытности украинцев за рубежом, была официально зарегистрирована 9 октября 2004 года.
В 2015 году украинской общиной в г. Осло был проведен ряд мероприятий с целью ознакомления с украинской культурой и сбора средств в поддержку пострадавших в Украине, среди которых: выступления ансамбля народного танца «Барвинок» и вокальных исполнителей; проведение благотворительного концерта на Фестивале языка и культуры в историческом центре Осло на территории крепости Акерсхус и другие.
При украинском обществе в Норвегии (г. Осло) действует воскресная школа для двух возрастных групп (2-5 и 6-12 лет).
В 2015 году была начата деятельность организации «Пласт», которая заключается в объединение патриотической молодежи и воспитании подрастающего поколения.
Основной религиозной конфессией является Украинская греко-католическая церковь (Апостольский экзархат Германии и Скандинавии).
При украинском обществе в г. Осло с 2010 года сформировался религиозный центр католической церкви, который возглавляет украинский священник о. И.Мажучак. В дополнение к ежемесячной литургии в храме Св. Иосифа (г. Осло) проводятся богослужения в г. Берген.
Состояние обеспечения политических, социальных, образовательных, культурных, языковых, информационных и других прав украинской диаспоры в Норвегии в целом удовлетворительны.